# Frank Tribble
Frank M. Tribble (* 19. März 1949 in Cincinnati; † 26. Oktober 2013 in Des Moines) war ein US-amerikanischer Jazzgitarrist.

## Leben und Wirken
Tribble, der aus einer musikalischen Familie stammt, fing zwischen 1963 und 1965 in seiner Zeit auf der Junior Highschool an, Gitarre zu spielen, nachdem er den singenden Cowboy Roy Rogers gehört hatte. Er begann seine Musikerkarriere in Des Moines, wo er an der Drake University Kunstpädagogik studierte und neben Jazz auch Rhythm and Blues, brasilianische Musik, Pop und Funk spielte. Im Hauptberuf arbeitete er im Schulsystem von Des Moines als Kunstlehrer; außerdem im Iowa Refugee Service Center und in der Iowa Civil Rights Commission. 2002 zog er nach Portland (Oregon).
Tribble arbeitete im Laufe seiner Karriere u. a. mit seiner eigenen Band Tribble Play, außerdem mit Bobby Shew und der Des Moines Big Band, Richie Cole und Dick Oatts. Häufig trat er auch als Sologitarrist auf, darunter in einem dreijährigen Engagement in Portlands Benson Hotel’s London Grill. Nach Tom Lord war er 1996 an einer Aufnahmesession mit Richie Cole beteiligt; außerdem legte er drei Alben unter eigenem Namen vor, Merging of Souls (mit Rod Leaverton), Back Home (2003) und Quite Frankly (mit Mike Van Lieu, 2009).
Tribble wurde mit der Aufnahme in die Iowa Jazz Hall of Fame und 2006 in die Des Moines Community Jazz Center Hall of Fame geehrt.